# Коромысло зелёнобокое
Коромысло зелёнобокое, или коромысло родственное, или коромысло сходное, (Aeshna affinis) — вид стрекоз семейства коромысловых (Aeshnidae).

## Описание
Длина 57—66 мм, длина брюшка 39—49 мм, заднее крыло 37—42 мм. Один из некрупных видов коромысел. Глаза соприкасаются друг с другом. Тело пестро окрашенное. На лбу имеется полный Т-образный чёрный рисунок. На груди имеются голубые пятна у основания крыльев. Бока груди зелёного цвета с узкими темными линиями на швах, однако без светлых полос. Жилки крыльев чёрного цвета. Птеростигма диаметром 4—5 мм.
У самцов брюшные тергиты с III по VII (VIII) имеют каждый по две пары голубых пятнышек. Яйцеклад самок короткий, его задний конец не заходит за последний сегмент брюшка.

## Ареал
Обитает в Южной и центральной Европе и во всем Средиземноморье, в Северной Африке, на Ближнем Востоке и в Азии до Китая. Относительно теплолюбивый вид, встречающийся в Европейской части России, Кавказе, южной Сибири кроме Дальнего Востока.
На Украине вид зарегистрирован практически на всей территории страны.

## Биология
Время лёта: начало июня — конец сентября. Стрекозы встречаются у стоячих и временных водоемов, озёр, прудов, стариц и заводей рек с хорошо развитыми зарослями камыша или тростника. Водоёмы для развития личинок должны быть хорошо прогреваемыми и неглубокими. При посадке стрекозы принимают позу со свисающим вниз брюшком. Склонны к разлёту до 10 км от мест выплода. У воды держатся мало, обычно охотятся и кормятся на лесных опушках и полянах. Самки откладывают яйца опускаясь в воду, при этом сползая по стеблям растений. Стадия развития личинок длится 1,5—2 года.